# Saint-Vallier (Drôme)
Saint-Vallier è un comune francese di 4 138 abitanti situato nel dipartimento della Drôme della regione dell'Alvernia-Rodano-Alpi.
Qua nacque la nobildonna Diana di Poitiers. 
A Saint-Vallier ha sede la squadra di pallacanestro di Saint-Vallier Basket Drôme.

## Società

### Evoluzione demografica
Abitanti censiti